# Chilabothrus granti
Chilabothrus granti is een reuzenslang uit het geslacht Chilabothrus. De soort komt voor op de Caraïben. De soortnaam granti is gegeven aan de soort ter ere van de Amerikaanse herpetoloog Chapman Grant. 

## Leefgebied en verspreiding
C. granti wordt gevonden op Puerto Rico, de Britse Maagdeneilanden en de Amerikaanse Maagdeneilanden. Het natuurlijke leefgebied van de slang zijn bossen en struikgewas op hoogtes van zeeniveau tot 100 meter, maar de soort wordt ook in tuinen aangetroffen.

## Gedrag
C. granti jaagt op kikkers, hagedissen en slangen. De soort is levendbarend.